# نفط غير تقليدي

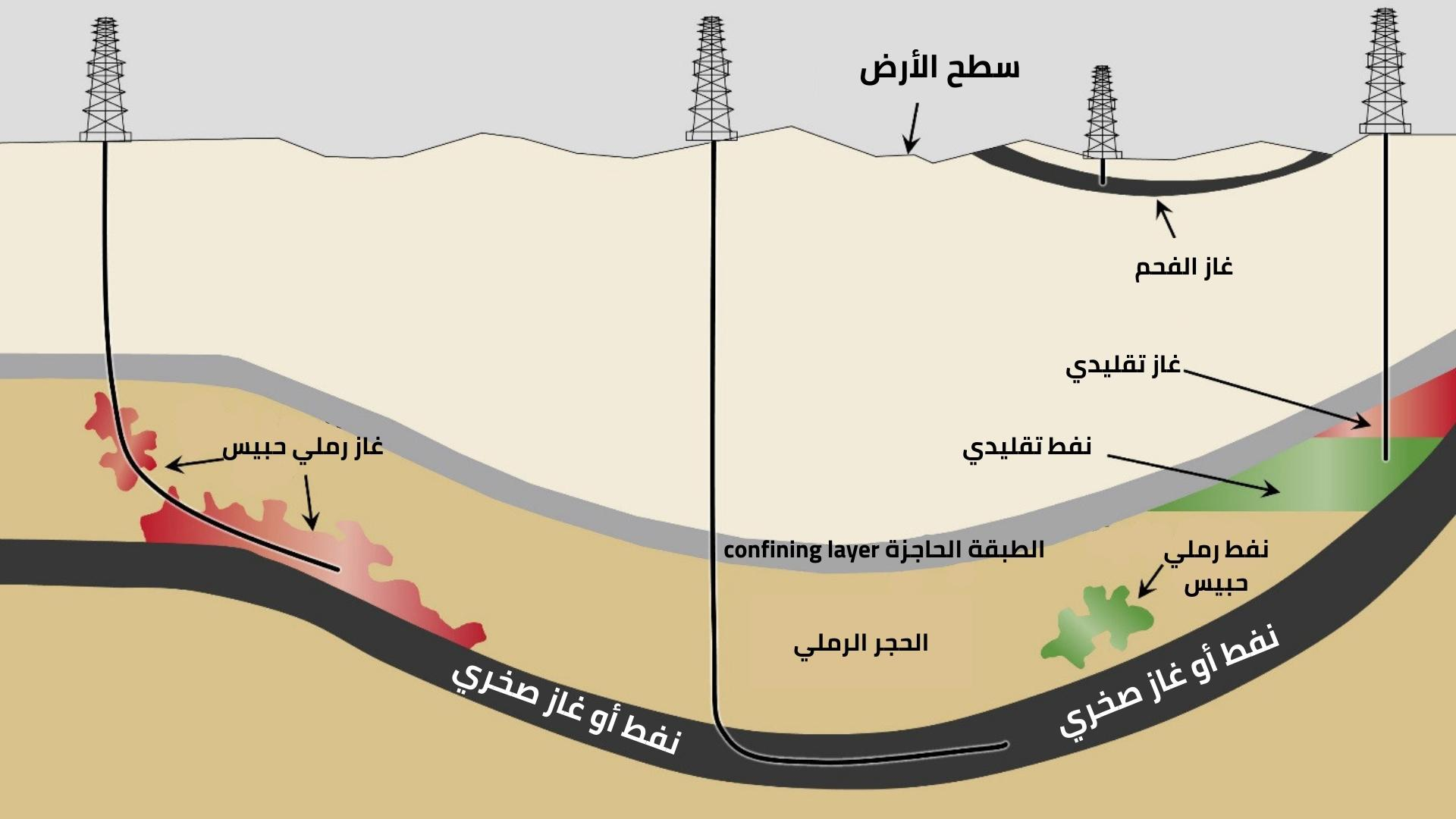
مقطع عرضي تخطيطي للأنواع العامة لموارد النفط والغاز وتوجهات آبار الإنتاج المستخدمة في التكسير الهيدروليكي

النفط غير التقليدي هو مصطلح ظهر في أواخر القرن العشرين للإشارة إلى وسائل أخرى غير تقليدية للحصول النفط غير استخدام الأسلوب التقليدي المتمثل بحفر الآبار واستخراج النفط من باطن الأرض.
أخذ الاهتمام بالحصول على النفط بوسائل غير تقليدية بالازدياد، خصوصاً مع احتمالية الاقتراب من ذروة النفط. أدى الاستثمار في ذلك المجال في الولايات المتحدة على سبيل المثال إلى التقليل من الاعتمادية على الاستيراد لتأمين المخزون الإستراتيجي من النفط.